# 英戈·博尔科夫斯基
英戈·博尔科夫斯基（德語：Ingo Borkowski，1971年10月2日—），德国男子帆船运动员。他曾代表德国参加2000年和2008年夏季奥林匹克运动会帆船比赛，其中2000年奥运会获得一枚银牌。